# ساشا هرودر
ساشا هرودر (انگلیسی: Sascha Herröder؛ زادهٔ ۱۸ آوریل ۱۹۸۸) بازیکن فوتبال اهل آلمان است.
از باشگاه‌هایی که در آن بازی کرده‌است می‌توان به باشگاه فوتبال دارمشتات ۹۸، باشگاه فوتبال وی‌اف‌آر آلن، و باشگاه فوتبال آلمانیا آخن اشاره کرد.